# Lungești (okręg Kluż)
Lungești – wieś w Rumunii, w okręgu Kluż, w gminie Iara. W 2011 roku liczyła 49 mieszkańców.